# Tryptophanhydroxylase
Tryptophan-Hydroxylase (TPH) ist der Name für Enzyme, die die Aminosäure L-Tryptophan in die Aminosäure 5-Hydroxytryptophan umwandeln. Dieser Prozess ist essentiell für die Biosynthese von Serotonin in allen Chordatieren. Der Mensch hat neben zwei Isoformen des Enzyms TPH1, die in mehreren Geweben des Körpers gebildet werden, eine zweite Variante TPH2, die nur im Gehirn nachgewiesen wurde. Es gibt Studien, die eine mögliche Verbindung zwischen dem Fehlen von TPH2 und ADHD und Depression zeigen. Tryptophanhydroxylasen gehören mit den Phenylalaninhydroxylasen (PAH) und den Tyrosinhydroxylasen (TYH) zu einer Gruppe von Enzymen mit dem Kofaktor Biopterin, die aromatische Aminosäuren hydroxylieren.

## Biosynthese

### TPH1
TPH1 wird hauptsächlich in Zellen der Lunge, der Raphe-Kerne und Zirbeldrüse, in Mastzellen, Monozyten, Lymphozyten, den Betazellen der Langerhans-Inseln, und in intestinalen and pankreatischen enterochromaffinen Zellen gebildet. Das TPH1-Gen ist auf Chromosom 11 angesiedelt und erstreckt sich über 10 Exons und 19.700 Basenpaare. Nach Transkription in die 1335 Basen lange mRNA entsteht durch Translation das 444 Aminosäuren lange Endprodukt.

### TPH2
TPH2 wird im Gehirn gebildet, das TPH2-Gen liegt auf Chromosom 12 und umspannt 11 Exons und 93.600 Basenpaare. Das Transkript hat eine Länge von 2360 Basen und das Enzym 490 Aminosäuren.
TPH2 wird im Gehirn durch Alternatives Spleißen in zwei unterschiedlichen Isoformen als TPH2a und TPH2b aus dem gleichen Gen gebildet. Es gibt Hinweise darauf, dass das Verhältnis von TPH2a und TPH2b an der Entstehung psychiatrischer Erkrankungen beteiligt sein könnte, da das TPH2b eine höhere Enzymaktivität zeigt als TPH2a. Bei Schizophreniepatienten wurde eine erhöhte und bei Suizidopfern eine reduzierte Expression von TPH2b gefunden.